# Волинська група Дієвої армії УНР
Волинська група Армії УНР — військове з'єднання Армії Української Народної Республіки.

## Історія

### Формування
У травні 1919 року Північна та Холмська групи армії УНР були розгромлені на Волині в результаті наступу польських та більшовицьких військ. Після цього вони були реорганізовані в однойменні дивізії та зведені у Волинську групу.

### Бойовий шлях
Волинська група брала участь у спільному поході Дієвої армії УНР та Української Галицької армії на Київ, складаючи разом з Київською групою праве крило українських військ (Східна армійська група під керівництвом Василя Тютюнника). Вела бої проти більшовиків у районі Кам'янця-Подільського. Брала участь в наступі на Одесу проти більшовицьких, а потім проти білогвардійських військ.
15-16 листопада 1919 року, після важких втрат, була реорганізована в 2-гу Волинську дивізію.

## Командування
- Всеволод Петрів (2 червня 1919 — 9 липня 1919)
- Віктор Осмоловський (9 липня 1919 — 29 вересня 1919), начальник штабу Євген Мєшковський
- Олександр Загродський (29 вересня 1919 — 16 листопада 1919), начальник штабу Євген Мєшковський

## Капелани Дивізії
- Сукачів Василь

## Склад
Станом на 16 серпня 1919 року до складу Волинської групи входили:
1-ша Північна дивізія (командир — Петро Єрошевич)
- 1-й піший Гайсинський полк;
- 2-й піший Берестейський полк;
- 3-й піший Подільський полк;
- 1-ша Північна гарматна бригада;
- 1-й технічний Північний курінь;
- 1-й Північний запасний курінь.

4-та Холмська (Сіра)  дивізія (командир — Володимир Янченко)
- 10-й полк Сірожупанників;
- 11-й полк Сірожупанників;
- 10-й гарматний полк;
- 4-й технічний курінь;
- 4-й запасний курінь;
- 1-й кінний ім. М. Залізняка полк.

Деякий час до складу групи входила Житомирська юнацька школа.
Загальна чисельність Волинської групи станом на 23 серпня становила більше 5 200 чоловік, з них близько 2 600 багнетів і шабель. На її озброєнні у цей час знаходилося 107 кулеметів та 18 гармат.